# 深江海水浴場

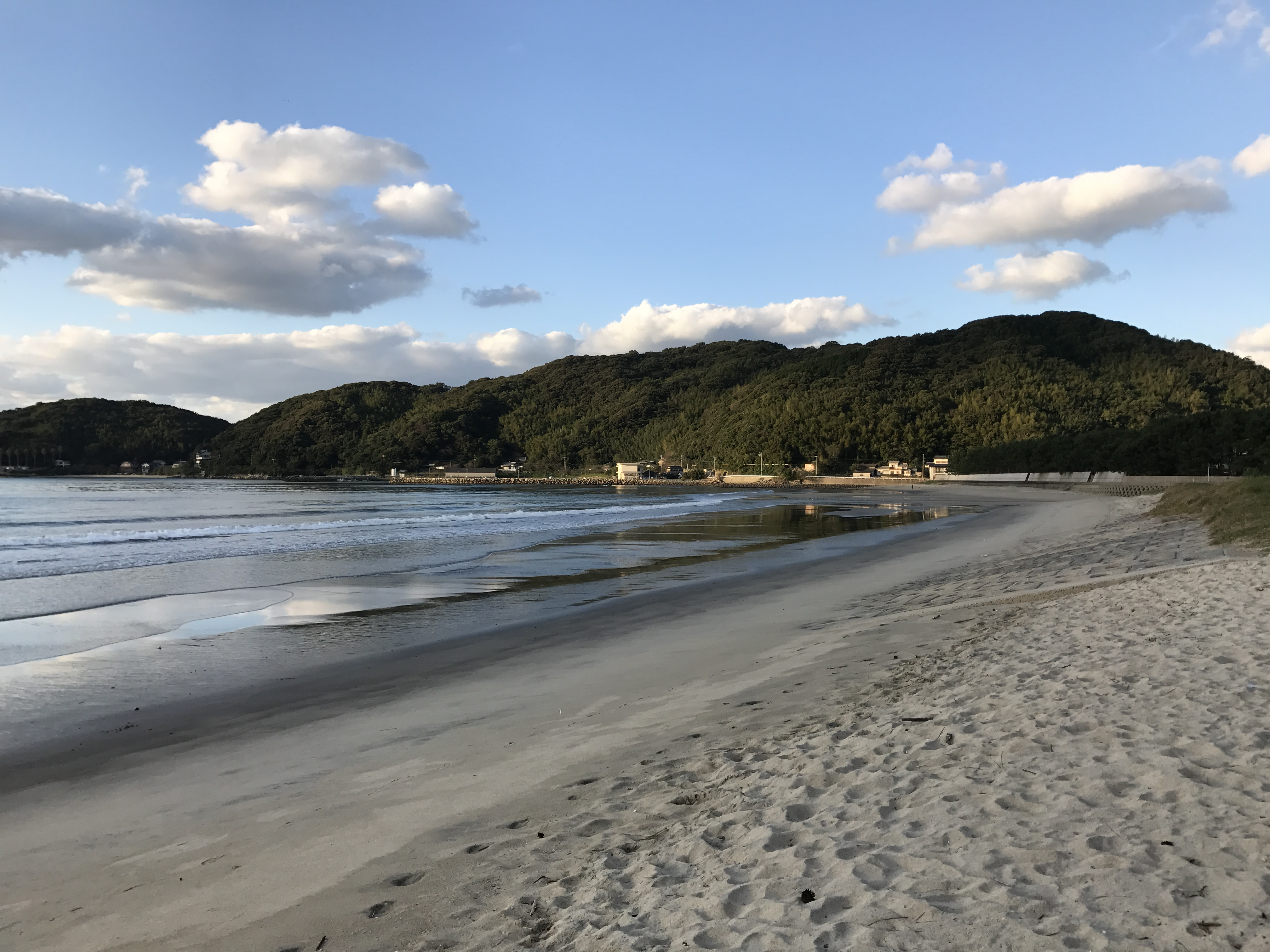
深江海水浴場

深江海水浴場（ふかえかいすいよくじょう）は、福岡県糸島市二丈深江の海水浴場。

## 概要
旧二丈町の北部、一貴山川の河口にあり玄界灘に面している海水浴場。遠浅の海岸が全長700メートルにわたって続き、白い砂浜は裸足で歩くとサラサラとした感触を楽しめる。7月から8月にかけては海水浴客でにぎわうほか、5月から10月にかけては観光地引網漁の体験もできる。

## 交通アクセス
- JR九州筑肥線筑前深江駅から徒歩16分（1.3km）。
- マイカーの場合、西九州自動車道前原東暫定出入口から国道202号（今宿道路）一般部に進み、上深江交差点から3.8km。
- 駐車場あり